# Carlos María Moyano
Carlos María Moyano, né à Mendoza le 4 novembre 1854 et mort à Buenos Aires le 7 octobre 1910 est un militaire et explorateur argentin du XIXe siècle. Il est le premier gouverneur du Territoire national de Santa Cruz (es) de 1884 à 1887. Il s'y occupe de l'organisation des nouvelles localités de Puerto Santa Cruz, Río Gallegos et Puerto Deseado, ainsi que de la promotion de l'élevage, en faisant venir des moutons des îles Malouines
La localité de Gobernador Moyano dans la province a été nommée en son honneur.